# Test post hoc
Test post hoc, analiza post hoc, porównanie post hoc – test statystyczny wykonywany po otrzymaniu istotnej wartości F po przeprowadzeniu analizy wariancji. Pokazuje on, które średnie różnią się w sposób istotny statystycznie. 
Istnieją następujące testy post hoc: test Scheffégo, test HSD Tukeya, test Dunnetta, test Newmana-Keulsa, test Ryana, test Duncana, test NIR Fishera oraz test b Tukeya.
Powszechnie spotykanym błędem jest twierdzenie, jakoby porównania post hoc wymagały odrzucenia hipotezy zerowej przez test F, by kontrolować FWER. W rzeczywistości tylko jedna metoda, HSD Fishera, wymaga wcześniejszego przeprowadzenia analizy wariancji i odrzucenia hipotezy zerowej. Wszystkie pozostałe metody nie wymagają takiego schematu. Błędne jest także utożsamianie nazwy post hoc z post-ANOVA. Określenie post hoc (lub post factum) oznacza w tym przypadku „po zgromadzeniu danych” i nie ma nic wspólnego z analizą wariancji i wcześniejszym użyciem testu F.